# Paraseiulus inobservatus
Paraseiulus inobservatus är en spindeldjursart som beskrevs av Kolodochka 1983. Paraseiulus inobservatus ingår i släktet Paraseiulus och familjen Phytoseiidae. Inga underarter finns listade i Catalogue of Life.